# Otto Fliesen
Otto Fliesen (* 16. Mai 1888 in Eisenberg (Pfalz); † 2. Oktober 1967 in Mannheim) war ein deutscher Unternehmer und Politiker.

## Werdegang
Fliesen kam als Sohn eines Schamottefabrikanten zur Welt. Nach der Oberrealschule und der Handelsschule besuchte er die Handelsakademie in Calw. 1907 trat er in das familieneigene Unternehmen ein. 1910 erhielt er Prokura und wurde am 1. Januar 1923 kaufmännischer Direktor. Unter seiner Leitung entwickelte sich das Unternehmen zum größten Einzelwerk für Schamotte in Deutschland.
Von 1951 bis 1955 war er als Abgeordneter der FDP Mitglied des Landtags Rheinland-Pfalz.

## Ehrungen
- 1957: Großes Verdienstkreuz der Bundesrepublik Deutschland